# フレデリック・ステュアート (第4代ロンドンデリー侯爵)

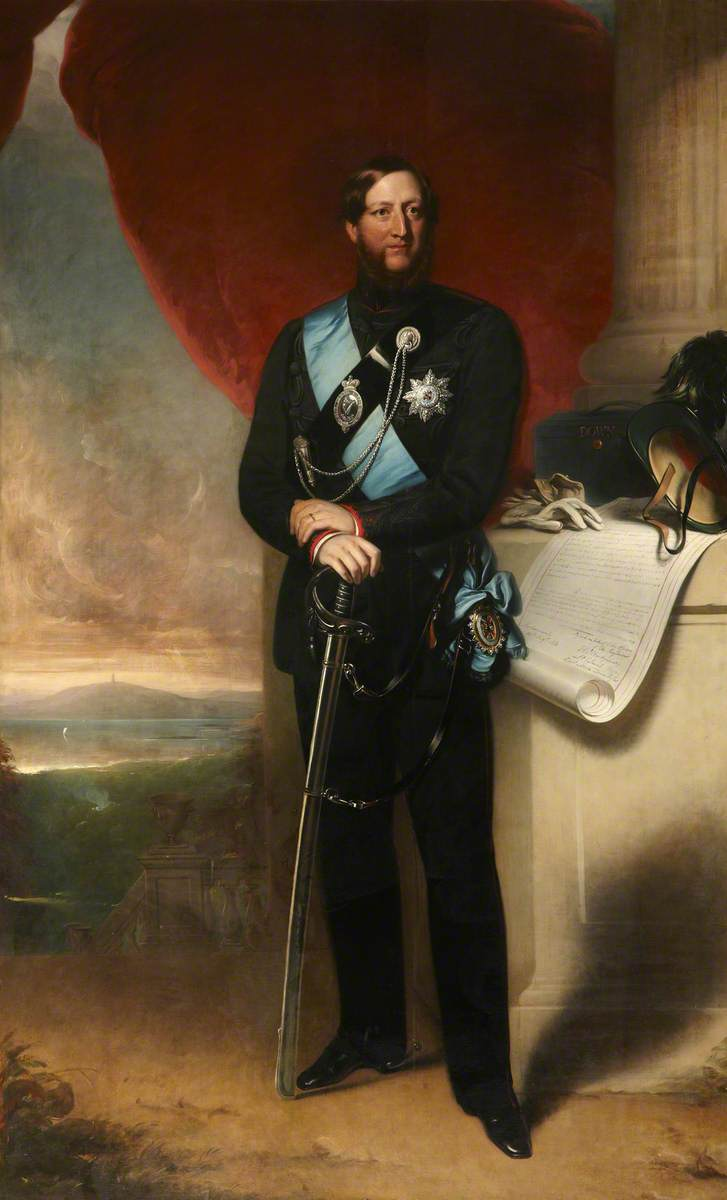
ジェームズ・ゴッドセル・ミドルトン（James Godsell Middleton）による肖像画、1856年/1857年。

第4代ロンドンデリー侯爵フレデリック・ウィリアム・ロバート・ステュアート（Frederick William Robert Stewart, 4th Marquess of Londonderry KP PC、1805年7月7日 – 1872年11月25日）は、イギリスの貴族、トーリー党（のち保守党）の政治家。庶民院議員、下級海軍卿（Lord of the Admiralty）、宮内副長官を歴任した。1822年から1854年までカースルレー子爵の儀礼称号を使用した。

## 生涯

### 生い立ち
チャールズ・ウィリアム・ステュアート閣下（のちの第3代ロンドンデリー侯爵）と1人目の妻キャサリン（1774年5月6日 – 1812年2月11日、第3代ダーンリー伯爵ジョン・ブライの娘）の息子として、1805年7月7日にメイフェアのグローヴナー・スクエアにあるサウス・ストリート（South Street）で生まれた。1814年から1820年までイートン・カレッジで教育を受けた。6歳で母を亡くし、父も在オーストリアイギリス大使としてウィーンに駐在していたため、イートンの休業中は父の異母兄にあたるカースルレー子爵ロバート・ステュアートが後見した。
1821年に祖父（初代ロンドンデリー侯爵ロバート・ステュアート）が、1822年に父の異母兄が死去すると、カースルレー子爵となったフレデリックはウィーンに向かい、そこで父と再会した。帰国後、家庭教師の教育を経て、1823年2月3日にオックスフォード大学クライスト・チャーチに入学したが、夜に頻繁に騒ぎを起こした結果同年5月に退学処分になった。その後は大陸ヨーロッパを断続的に旅し、1824年にはスカンディナヴィアを旅行して、一時性感染症にかかった。

### 庶民院議員

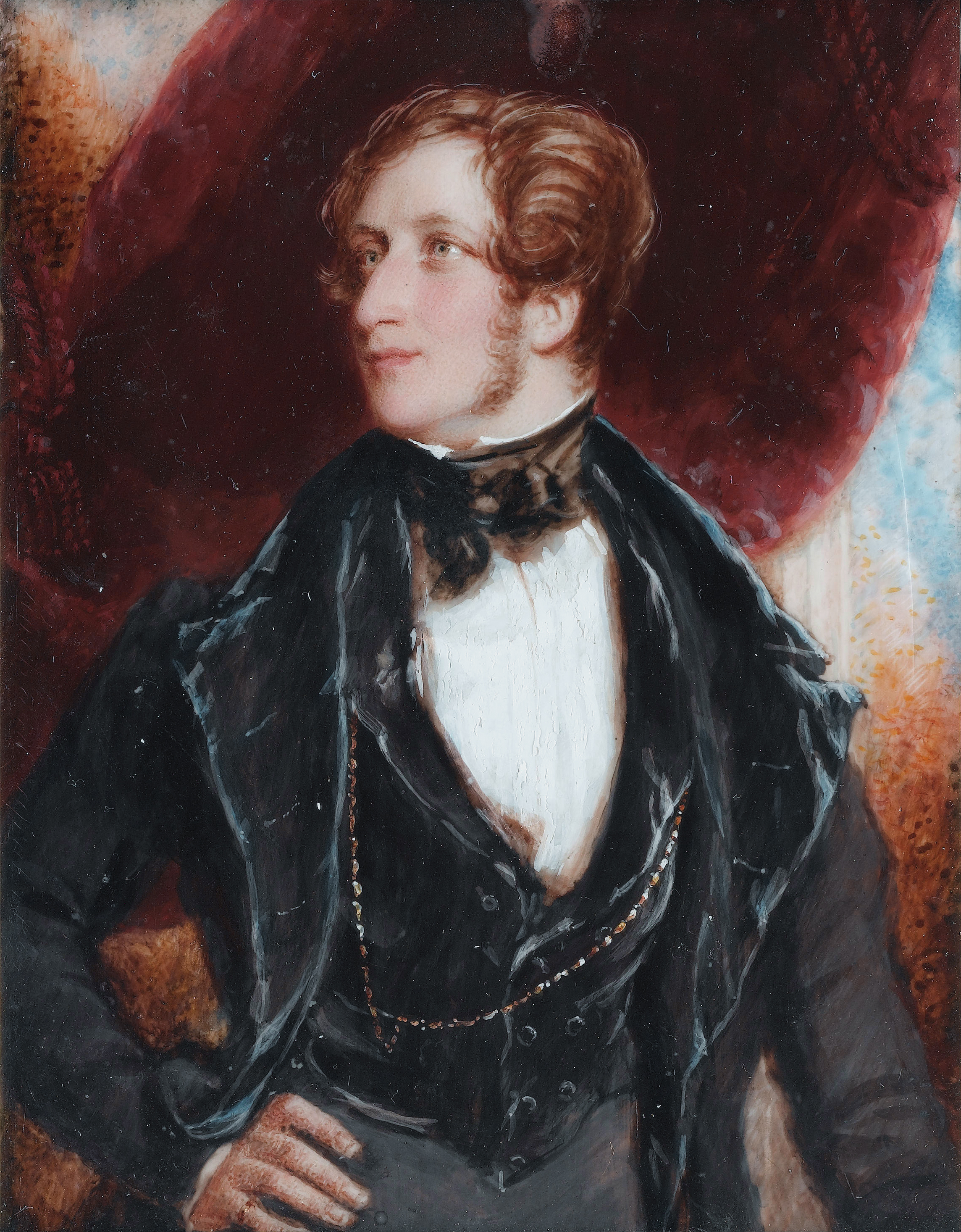
シモン・ジャック・ロシャールによる肖像画、1833年。

政界入りに関しては1824年7月ごろよりダウン選挙区（2人区）からの出馬が検討された。ダウン選挙区では1821年の祖父の死により、父の異母兄が爵位を継承して議席を手放し、フレデリックが成人する（21歳になる）までのつなぎとしてマシュー・フォードが議員を務めた。ダウンではダウンシャー侯爵家とロンドンデリー侯爵家の二大勢力が1議席ずつ占めていたが、フォードは両家に属しないジェントリ層からの支持があり、1825年には有権者からの支持があればそれに応えると述べた。これは次の総選挙に出馬する宣言とみなされ、第3代ロンドンデリー侯爵となったフレデリックの父は同年12月に第3代ダウンシャー侯爵アーサー・ヒルに対し、このような出費の多い不測の事態を回避することを試みると述べた。両家の協力は反感を買ったが、フォードは結局1826年7月の総選挙からの撤退を余儀なくされた。しかし総選挙の日付によってはフレデリックが成人する前に選挙が行われる可能性があり、その対策として当選する見込みのない遠戚ジョン・ヴァンデリア・ステュアートを出馬させ、無投票当選にならないよう手を打ったうえ、ロンドンデリー侯爵が選管に圧力をかけて選挙日をできるだけ遅らせたことで、選挙がフレデリックの21歳の誕生日の翌日である1826年7月8日に行われた。そして、大方の予想通り、ダウンシャー侯爵家の候補アーサー・ヒル卿とフレデリックがそれぞれ667票と665票を獲得して庶民院議員に当選、ジョン・ヴァンデリア・ステュアートがわずか16票で落選した。
庶民院では1827年3月4日に短い初演説をした。父と同じくジョージ・カニング内閣に反対、カトリック解放に賛成した。1829年2月に首相ウェリントン公爵から打診を受けた南ダウン民兵隊長職は辞退したが、1829年6月24日に下級海軍卿（Lord of the Admiralty）に任命され、1830年11月まで務めた。
フォードは1826年の撤退宣言で「将来県の安寧が乱されるだろう」と述べ、水面下で再度の出馬に向けて準備を進めた。彼は1829年秋にダウン無所属クラブ（Down Independent Club）を設立、1830年5月には会合でアイルランドにおける印紙税と酒税の増税を批判した。そして、フォードは同年8月の総選挙で満を持して立候補したが、結果はフレデリック930票、ヒル837票、フォード766票でフォードが落選した。フレデリックが全会派から支持を受け、最初から当選確実だったため、実際にはヒルとフォードの一騎討ちであり、ロンドンデリー侯爵は自身の助力によりヒルが当選できたと述べた。
次の1831年イギリス総選挙では情勢が様変わりした。フォードは健康上の理由により立候補せず、無所属派はフォードの代わりにウィリアム・シャーマン・クロフォードを立候補させた。フレデリックは第1回選挙法改正に反対して人気を失い（ヒルは支持した）、ダウンシャー侯爵はやむなく「ロンドンデリー侯爵と共同ではなく独自で候補を立てる」と宣言し、自身の影響下にある有権者の2票目を自由投票とした。しかしロンドンデリー侯爵は激怒して、前回の選挙でヒルを助けて当選させたとダウンシャー侯爵に詰め寄り、ダウンシャー侯爵はロンドンデリー侯爵に謝ったうえ、水面下でロンドンデリー侯爵との協力を復活させた。こうして、ヒルは選挙ではロンドンデリー侯爵と協力、政見ではクロフォードと同じく選挙法改正を支持したため、大差でトップ当選した。フレデリックは6日目の投票が終わった時点でクロフォードを追い越し、最終的には1067票を得て、150票差で当選した。
フレデリックはこの再選以降も第1回選挙法改正への反対を続けた。ロンドンデリー侯爵はなおもダウンシャー侯爵に不満を感じたが、1832年イギリス総選挙では両家の選挙協力が続き、ヒルとフレデリックは無投票で再選した。このような状況に対し、ダニエル・オコンネルは1832年10月に「アイルランドの国を殺した人物（カースルレー子爵）の称号を持つ人物を、アイルランドの県選挙区が当選させるとは驚きだ」と述べた。フレデリックは同年に設立された保守党のカールトン・クラブに設立時点より加入した。第1次ピール内閣期の1834年12月29日に宮内副長官に任命され、1835年2月23日に枢密顧問官に任命された。以降同年4月まで宮内副長官を務めた。同年にケンブリッジ大学トリニティ・カレッジよりLL.D.の名誉学位を授与された。
1835年、1837年、1841年、1847年の総選挙でも無投票で再選し、1852年イギリス総選挙をもって庶民院議員を退任した。1845年5月17日から1864年までダウン統監を務めた。

### 爵位継承以降
1854年3月6日に父が死去すると、ロンドンデリー侯爵位とステュアート男爵位を継承したが、ヴェーン伯爵位は特別残余権（special remainder）に基づき異母弟ジョージが継承した。1856年8月28日、聖パトリック勲章を授与された。
晩年に精神疾患にかかり、長期間幽閉された。1872年11月25日にヘイスティングスの精神病院で死去、異母弟ジョージが爵位を継承した。

## 家族
1846年5月2日、パリのイギリス大使館でエリザベス・フランシス・シャーロット・ジョスリン（Elizabeth Frances Charlotte Jocelyn、1813年12月13日 – 1884年9月2日、第3代ローデン伯爵ロバート・ジョスリンの娘、第6代ポーズコート子爵リチャード・ウィンフィールドの未亡人）と結婚したが、2人の間に子供はいなかった。エリザベスは1855年にカトリックに改宗した。